# 欽定續文獻通考
| 十通               |
| 《通典》           |
| 《通志》           |
| 《文献通考》       |
| 《续通典》         |
| 《续通志》         |
| 《续文献通考》     |
| 《清朝通典》       |
| 《清朝通志》       |
| 《清朝文献通考》   |
| 《清朝续文献通考》 |

《欽定續文獻通考》，清張廷玉等奉敕撰，後嵇璜、劉墉等奉敕撰，紀昀等校訂，成書於乾隆四十九年（1784年），十通之一。與《欽定續通典》、《欽定續通志》，合稱為「續三通」。

## 內容
《續文獻通考》全書分二十六考，二百五十卷。
本書乃乾隆年間三通館總裁嵇璜、劉墉等奉敕編撰，採宋遼金元明五朝事，分為二十六門，記錄這四百餘年間政治經濟制度的沿革過程，與《欽定續通典》、《欽定續通志》被合稱為「續三通」。

## 目錄
《續文獻通考》三十考目錄：田賦考十六卷(卷一至十六)、錢幣考二卷(卷十七至十八)、戶口考二卷(卷十九至二十)、職役考一卷(卷二十一)、征榷考九卷(卷二十二至三十)、市糴考一卷(卷三十一)、土貢考二卷(卷三十二至三十三)、國用考九卷(卷三十四至四十二)、選舉考十二卷(卷四十三至三十九)、學校考十五卷(卷四十至五十四)、節義考二十三卷(卷六十一至八十三)、職官考二十卷(卷八十四至一百三)、郊社考七卷(卷一百四至一百十)、宗廟考五卷(卷一百十一至一百十五)、王禮考十八卷(卷一百十六至一百三十三)、謚法考十九卷(卷一百三十四至一百五十二)、樂考八卷(卷一百五十三至一百六十)、兵考六卷(卷一百六十一至一百六十六)、刑考五卷(卷一百六十七至一百七十一)、經籍考十二卷(卷一百七十二至一百八十三)、六書考五卷(卷一百八十四至一百八十八)、帝系考二卷(卷一百八十九至一百九十)、封建考七卷(卷一百九十一至一百九十七)、道統考九卷(卷一百九十八至二百六)、氏族考八卷(卷二百七至二百十四)、象緯考五卷(卷二百十五至二百十九)、物異考五卷(卷二百二十至二百二十四)、輿地考九卷(卷二百二十五至二百三十三)、四裔考五卷(卷二百三十四至二百三十八)、方外考十六卷(卷二百三十九至二百五十四)。

## 提要
《四庫提要》：「馬端臨《文獻通考》斷自宋甯宗嘉定以前，采摭宏富，體例詳賅，元以來無能繼作。明王圻始捃拾補綴，為《續文獻通考》二百五十四卷。體例糅雜，顛舛叢生，遂使數典之書，變為兔園之策，論者病焉。然終明之世，亦無能改修。豈非以包括歷朝，委曲繁重，難於蒐羅而條貫之哉？我皇上化洽觀文，道隆稽古。特命博徵舊籍，綜述斯編。黜上海之野文，補鄱陽之巨帙。采宋、遼、金、元、明五朝事蹟議論，匯為是書。初議於馬氏原目之外增《朔閏》、《河渠》、《氏族》、《六書》四門。嗣奉敕修《續通志》，以《天文略》可該朔閏，《地理略》原首河渠，《氏族》、《六書》更鄭樵之舊部，既一時並撰，即無容兩笈複陳。故二十四門仍從馬氏之原目。其中如《錢幣考》之載鈔銀，《象緯考》之詳推步，於所必增者乃增；《物異考》之不言徵應，《經籍考》之不錄佚亡，於所當減者乃減。亦不似王氏之橫生枝節，多出贅疣。大抵事蹟先徵正史，而參以說部雜編。議論博取文集，而佐以史評語錄。其王圻舊本，間有一長可取者，沙中金屑，亦不廢搜求。然所存者，十分不及其一矣。至於考證異同，辨訂疑似，王本固為疏陋，即馬本亦略而未詳。茲皆本本元元，各附案語，一折衷於聖裁。典核精密，纖悉不遺，尤二書所不逮焉。蓋王圻著述，務以炫博，故所續《通考》及《稗史彙編》、《三才圖會》之類，動盈二三百卷，而無所取材。此書則每成一類，即先呈御覽，隨事指示，務使既博且精。故非惟可廢王氏之書，即馬氏之書歷來推為絕作，亦陶鑄之而有餘也。」

## 版本
- 《欽定續文獻通考》，四庫全書刊本，清乾隆四十九年。[2]
- 《欽定續文獻通考》，杭州浙江書局刊本，清光緖八年(1882)。[3]
- 《皇朝續文獻通考》，堅匏盦排印本，清光緖三十一年(1905)。[3]
- 《十通》第八種，《欽定續文獻通考》，上海商務印書館刊本，民國二十四年(1935年)。[4]
- 《續文獻通考》，臺北新興書局刊本，民國四十七年(1958年)。[4]

## 註解
1. ↑  欽定四庫全書總目提要
2. ↑  國立故宮博物館藏書
3. 1 2  中華民國國家圖書館善本藏書
4. 1 2  中華民國國家圖書館藏書

## 延伸阅读
[在维基数据编辑]
 《欽定續文獻通考 (四庫全書本)》（ 在维基共享资源阅览影像）